# روان‌شناسی انسان‌گرایانه
انسان‌گرایی مکتبی در روان‎شناسی است. انسان‌گرایان و هستی‌گرایان هر دو به معنی زندگانی می‌اندیشند. خودآگاهی در مرکز جست‌وجوی انسان‌گرایان برای پیدا کردن معنای زندگی قرار دارد. اصطلاح انسان‌گرایی معنی‌های بسیار و تاریخچه‌ای طولانی دارد. نظریهٔ انسان‌گرایی در دهه‌های ۱۹۶۰-۱۹۵۰ و در پاسخ به روان‎کاوی و الگوهای رفتارگرایی، به نیروی سوم روان‎شناسی آمریکا تبدیل شد. روان‎کاوی انسان را اسیر تعارض‌های ناهشیار می‌داند و رفتارگرایی بر این باور است که انسان به واسطهٔ محیط شکل می‌گیرد. اما انسان‌گرایی، انسان و خودآگاهی را در مرکز توجه می‌داند و باور دارد که اشخاص حق آزادی، خودشکوفایی و رفتار اخلاقی دارند.

## واژه‌های کلیدی در ادبیات روانشناسان انسان‌گرا
- اراده‌ی آزاد
- خودآگاهی
- رشد و کمال
- خودشکوفایی
- رفتار اخلاقی
- خلاقیت
- توانمندی‌های بالقوه و بالفعل انسانی[۴]

## ماهیت انسان در نظریه های روانشناسی انسان‌گرا
با توجه به اینکه روانشناسان متعددی در حوزه‌ی روانشناسی انسان گرایانه فعالیت کرده‌اند و نظریه‌های متفاوت و متنوعی هم ارائه کرده‌اند، نمی‌توان یک پروفایل یکسان در مورد ماهیت انسان را به همه‌ی آنها نسبت داد.
روانشناسی انسان‌گرا، الزاماً بر اراده‌ی مطلقاً آزاد اصرار نمی‌کند. اما معتقد است مکاتب گذشته، سهم جبر را بیش از آنچه که باید در نظر گرفته‌اند.
همچنانکه نقش وراثت را انکار نمی‌کند. اما برای تربیت سهم بیشتری قائل می‌شود.
ویژگی‌ها و صفات فراگیر میان انسان‌ها را هم می‌پذیرد. اما بر این باور است که هر کس می‌تواند تا حد زیادی خود را از دیگران متمایز کند. به شرط آنکه برای رشد و خودشکوفایی تلاش کند.
در کل، می‌توان روانشناسی انسان گرا را به عنوان مکتبی در نظر گرفت که نسبت به انسان، خوش‌بین است.

## دانشمندان مطرح در روانشناسی انسان‌گرا
گوردون آلپورت، آبراهام مزلو، کارل راجرز و ویکتور فرانکل را جزو مطرح‌ترین روانشناسان انسان‌گرا در نظر می‌گیرند؛ اگر چه بسیاری از روانشناسان معاصر و متأخر دیگر را هم می‌توان در این مکتب طبقه‌بندی کرد.